# Macropus giganteus giganteus
El canguro gris oriental de Australia (Macropus giganteus giganteus) es una subespecie de Macropus giganteus, es una especie de marsupial diprotodonto de la familia Macropodidae que habita en Australia.

## Descripción
El canguro gris oriental de Australia se parece mucho a su pariente el canguro rojo, aunque es ligeramente más pequeño. El color varía de gris a marrón con partes inferiores blancas, las piernas y la parte inferior de la cola. El macho puede alcanzar entre los 95 y 120 kilogramos de peso y medir hasta 2 metros de altura. Puede correr muy rápido, se ha registrado una velocidad de 55 km/h.

## Hábitat
Hábitan en pastizales y bosques abiertos a lo largo de la mayor parte de las provincias del este de Australia.

## Alimentación
Se alimentan de pasto e hierbas, a menudo junto con las ovejas y ganado en los campos de los agricultores.